# Kamičić (Kornat)
Kamičić (ili Sikica) je hrid na sjeveru Kornatskom otočju. Udaljena je 350 metara od obale otoka Kornata, a najbliži otok je Buč Mali (180 m sjeverozapadno). Pripada NP Kornati.
Površina hridi je 358 m2, a visina 21 metar. Dimenzije hridi su oko 30 x 10 metara.